# Koronalne petlje
Koronalne petlje su vrsta Sunčeve aktivnosti na koroni u obliku petljastih struktura. Linije petlji su određene linijama magnetnog polja Sunca. 
Koronalne petlje čine osnovnu strukturu niže korone i tranzicionog regiona. Položaj im je određen na mestima ispod kojih su grupisane Sunčeve pege.

## Podela
Koronalne petlje se dele u zavisnosti od veličine, temperature i dužine trajanja.

### Podela u zavisnosti od temperature
Koronalne petlje su gušće i toplije površine Sunčeve korone. Mogu imati različite temperature duž same svoje dužine, a temperatura u njima može dostići i 4 miliona Kelvina. Delovi petlji različitih zagrejanosti zrače na različitim talasnim dužinama.
Koronalne petlje se u zavisnosti od temperature dele na:
- hladne koronalne petlje, čija temperatura iznosi do milion kelvina
- tople koronalne petlje, čija temperatura ima oko milion kelvina
- vruće koronalne petlje, sa temperaturama iznad milion kelvina

### Podela u zavisnosti od trajanja
Koronalni petlje mogu trajati sekundama, minutama, satima ili danima. Kod petlji najkraćeg trajanja pojavljuje se plamen. Obično su koronalne petlje dužeživeće strukture i tada se nazivaju stabilnim ili mirnim koronalnim petljama. U stabilnim petljama postoji ravnoteža između izvora energije iz petlji i odvođenja energije iz njih.

## Magnetni fluks
Petljasta struktura je direktna posledica zakrivljenih linija magnetnog polja kroz Sunce koje se uvija zbog različitih brzina rotacije slojeva Sunca. Koronalne petlje su otvorene linije magnetnog polja. Mogu se tumačiti kao magnetni fluks koji je pričvršćen za oba kraja i dužim delom prolazi kroz Sunce, dok mu je kraći deo isturen u Sunčevu atmosferu.
Koronalne petlje su usko povezane sa Sunčevim pegama. Kako magnetni fluks prolazi duž petlje, diže kroz nju vrelu plazmu u fotosferu ostavljajući hladniju plazmu dole. Kontrast između fotosfere i Sunčeve unutrašnjosti daje izgled tamnih tačaka sa nižom temperaturom plazme u njima i te tačke predstavljaju Sunčeve pege.
Pronađena je pravilnost da su mirni regioni Sunca područja sa zatvorenim linijama magnetnog polja, dok se na aktivnim područjima nalaze i otvorene i zatvorene linije magnetnog polja.

## Aktivni i mirni regioni
Petlje se nalaze i u aktivnim i u mirnim regionima na Sunčevoj površini. Aktivna područja Sunca prostiru se na manjim površinama, ali se u njima dešava veći deo Sunčeve aktivnosti i proizvodi oko 82% ukupne energije. Aktivna područja sa koronalnim petljama često su izvori Sunčevih baklji i koronalnih eksplozija. 
Koronalne rupe imaju otvorene linije magnetnog polja, koje izbijaju uglavnom na polovima i poznate su kao izvor brzog Sunčevog vetra. Mirno Sunce je manje aktivno, za razliku od aktivnog područja. Međutim, i u mirnom regionu postoje dinamički eksplozivni događaji, kao što su svetle tačke, nanobaklje i mlazevi.
Koronalne petlje je lako posmatrati, jer su vidljive i karakterističnog oblika. Njihovo proučavanje je značajno, jer se pomoću njih može videti kako se energija prenosi kroz Sunčevu tranzicionu zonu, sve do korone.

## Galerija
- Izgled Sunca na milion Kelvina
- Snimak koronalnih petlji
- Aktivnost koronalnih petlji